# MxPx
MxPx（エムエックスピーエックス）は、1992年に、マイク・ヘレーラ（ヴォーカル、ベース）、トム・ウィスニウスキー（ギター）、ユーリ・ルーリー（ドラムス)ら高校の同級生3人で結成されたパンク・ロック・バンド。メンバー全員クリスチャンなので歌詞などにもそれが反映されている。
バンド名のMはMagnified、PはPlaidを表す。それを略してM.P.としていたが、ドラムのユーリが.の代わりにxを書いた時、「かっこいい！」と盛り上がったので、MxPxになった。

## 現在のメンバー
マイク・ヘレーラ/Mike Herera - (ベース・ヴォーカル)
1976年11月6日生まれ。
トム・ウィスニウスキー/Tom Wisniewski - (リードギター)
1976年10月20日生まれ。
クリス・アドキンス/Chris Adkins - (リズムギター)
1976年?月?日生まれ。
ユーリ・ルーリー/Yuri Ruley - (ドラム)
1976年6月3日生まれ。

## 来歴
- 1992年7月6日に、当時高校生の同級生で結成された。
- 1994年に、Tooth & Nailから1st Album『Pokinatcha』をリリース。レーベル最高売り上げを記録する。
- 1995年に、2nd Album『Teenage Politics』をリリースし、プロモーションのため初来日する。
- 1997年に、3rd Album 『Life In General』がヒット。
- 1998年に、A&Mレコードと契約し、4th Album『Slowly Going The Way Of The Buffalo』でメジャーデビュー。全米で50万枚以上を売り上げ、ゴールド・ディスクに認定される。
- 1999年に、初のライブアルバム『At the Show』をリリース。
- 2000年に、5th Album『The Ever Passing Moment』をリリース。
- 2001年にSUMMER SONICに初出演。
- 2003年に、6th Album『Before Everything & After』をリリース。
- 2005年に、SideOneDummyに入り7th Album『Panic』をリリース。
- 2006年、PUNKSPRINGに出演。
- 2007年に、Tooth & Nailに戻り、8th Album『Secret Weapon』をリリース。このレーベルからのリリースは、1996年の『Life In General』以来12年振り。プロデューサーは、デビューアルバム『Pokinatcha』をプロデュースしたAaron Sprinkleを起用した。
- 2007年、2回目のSUMMER SONICに出演。
- 2012年、Rock City Record Companyから、9th Album『Plans Within Plans』をリリース。
- 2016年、3rd Album『Life In General』発売20周年を記念して、再レコーディング盤『Life In General 2.0』をリリース。
- 2018年、11th Album『MxPx』をリリース。このアルバムは自主制作作品であり、制作にあたって、Kickstarterにてクラウドファンディングのキャンペーンを実施した。支援金額に応じて様々な特典が得られ、参加者に特典と共にアルバムが配布された。
- 2020年、新型コロナウイルス感染症の世界的流行により、しばらくの間ライブを行うことが出来なかったが、オフィシャルサイトで『Between This World and The Next』と題した配信ライブを敢行した。その第1回が10月6日に行われ、現在もオフィシャルサイト上で定期的に配信を行っている。また、YouTubeのオフィシャルチャンネルに、『Life In Quarantine』と題した、マイク・ヘレーラによる弾き語り生配信＆動画シリーズが投稿された。それらは音源化され、7月3日に、12th Album『Life In Quarantine』としてリリースされた。

## ディスコグラフィ

### アルバム
| 発表           | タイトル                            | 各チャート最高位 | 各チャート最高位 | 各チャート最高位 |
| 発表           | タイトル                            | Billboard 200    | US Indie         | Top Christian    |
| -------------- | ----------------------------------- | ---------------- | ---------------- | ---------------- |
| 1994年10月4日  | Pokinatcha                          | —                | —                | —                |
| 1995年6月4日   | Teenage Politics                    | —                | —                | 19               |
| 1996年11月19日 | Life in General                     | —                | —                | 16               |
| 1998年6月16日  | Slowly Going the Way of the Buffalo | 99               | —                | 2                |
| 2000年5月16日  | The Ever Passing Moment             | 56               | —                | 1                |
| 2003年9月16日  | Before Everything & After           | 51               | —                | —                |
| 2005年6月6日   | Panic                               | 77               | 3                | 1                |
| 2007年7月16日  | Secret Weapon                       | 76               | —                | 1                |
| 2012年4月3日   | Plans Within Plans                  | —                | 45               | 23               |
| 2016年9月17日  | Life In General 2.0                 | —                | —                | —                |
| 2018年7月25日  | MxPx                                | —                | —                | —                |
| 2020年7月3日   | Life In Quarantine                  | —                | —                | —                |

### 企画盤
- オン・ザ・カヴァーII (On The Cover II) (2009年3月4日発売のカバー曲集。THE BLUE HEARTSの「リンダリンダ」も収録されており、日本国内盤のみ、完全日本語詞ヴァージョンがボーナストラックとして収録された)
- パンク・ロック・クリスマス (Punk Rawk Christmas) (2009年12月1日発売のクリスマスソング集。2018年11月30日に、新曲を含む6曲を収録した新装版が発売された)

### EP
- 1994 17
- 1995 On The Cover
- 1996 Move to Bremerton
- 1997 Small Town Minds
- 2000 The Broken Bones (表題曲「The Broken Bones」が、2004年から2006年にかけて日産・エクストレイルのCM曲に使用され、日産自動車のCM曲を集めたコンピレーションアルバム「SHIFT second NISSAN CM TRACKS」にも収録された)
- 2001 The Renaissance EP
- 2001 Fat Club 7"
- 2004 The AC/EP
- 2009 Left Coast Punk EP
- 2018 Best Life

### ライブ盤
- 1999 At the Show
- 2017 Left Coast Live

### コンピレーションアルバム
- 1998 Let It Happen (B面＋未発表曲集)
- 2002 Ten Years and Running (ベスト盤)
- 2006 Let's Rock (B面＋未発表曲集)
- 2008 The Ultimate Collection
- 2014 The Acoustic Collection